# Tenextla, Puebla
Tenextla är en ort i Mexiko.   Den ligger i kommunen Chignahuapan och delstaten Puebla, i den sydöstra delen av landet, 120 km öster om huvudstaden Mexico City. Tenextla ligger 2 294 meter över havet och antalet invånare är 750.
Terrängen runt Tenextla är kuperad åt nordost, men åt sydväst är den platt. Runt Tenextla är det ganska tätbefolkat, med 54 invånare per kvadratkilometer. Närmaste större samhälle är Zacatlán, 12,5 km norr om Tenextla. I omgivningarna runt Tenextla växer i huvudsak blandskog.